# Щитоноса райска птица
Щитоносата райска птица (Ptiloris paradiseus) е вид птица от семейство Райски птици (Paradisaeidae).

## Разпространение и местообитание
Разпространен е в Австралия.